# D-リンゴ酸デヒドロゲナーゼ (脱炭酸)
D-リンゴ酸デヒドロゲナーゼ (脱炭酸)（D-malate dehydrogenase (decarboxylating)）は、次の化学反応を触媒する酸化還元酵素である。
(R)-リンゴ酸 + NAD+ {\displaystyle \rightleftharpoons } ピルビン酸 + CO2 + NADH
反応式の通り、この酵素の基質は(R)-リンゴ酸とNAD+、生成物はピルビン酸と二酸化炭素とNADHである。
組織名は(R)-malate:NAD+ oxidoreductase (decarboxylating)で、別名にD-malate dehydrogenase, D-malic enzyme, bifunctional L(+)-tartrate dehydrogenase-D(+)-malate
(decarboxylating)がある。
酪酸代謝酵素の一つである。